# Duzulla subhyalinalis
Duzulla subhyalinalis är en fjärilsart som beskrevs av George Francis Hampson 1900. Duzulla subhyalinalis ingår i släktet Duzulla och familjen Crambidae. Inga underarter finns listade i Catalogue of Life.